# Eduardo Saporiti
Eduardo Saporiti (Alcira Gigena, 29 dicembre 1954) è un ex calciatore argentino, di ruolo difensore.

## Carriera

### Club
Ha giocato nella massima serie argentina con River Plate e Racing Avellaneda.

### Nazionale
Con la Nazionale argentina ha giocato 4 partite prendendo parte alla Copa América 1979.